# ريتشل موريسون
ريتشل موريسون (بالإنجليزية: Rachel Morrison)‏ هي مصورة سينمائية أمريكية، ولدت في 27 أبريل 1978 في ماساتشوستس في الولايات المتحدة.

## وصلات خارجية
- الموقع الرسمي
- ريتشل موريسون على موقع IMDb (الإنجليزية)
- ريتشل موريسون على موقع ألو سيني (الفرنسية)
- ريتشل موريسون على موقع أول موفي (الإنجليزية)
- ريتشل موريسون على موقع بوكس أوفيس موجو (الإنجليزية)
- ريتشل موريسون على موقع قاعدة بيانات الأفلام السويدية (السويدية)
- ريتشل موريسون على موقع قاعدة بيانات الفيلم (الإنجليزية)
- ريتشل موريسون على موقع كينوبويسك (الروسية)